# Conoderus figularis
Conoderus figularis is een keversoort uit de familie kniptorren (Elateridae). De wetenschappelijke naam van de soort is voor het eerst geldig gepubliceerd in 1881 door Ernest Candèze.